# Conference Ouest 1997
La Conference Ouest 1997 è stata la 2ª edizione dell'omonimo torneo di football americano.
L'edizione è stata vinta dai Kangourous de Pessac sui Firebirds de Nantes.

## Squadre partecipanti
| Club                  | Città  | Stadio | Sponsor ufficiale | Risultato nella stagione 1996 |
| --------------------- | ------ | ------ | ----------------- | ----------------------------- |
| Firebirds de Nantes   | Nantes |        |                   |                               |
| Kangourous de Pessac  | Pessac |        |                   |                               |
| Pionniers de Touraine | Tours  |        |                   |                               |
| Yankees Angers        | Angers |        |                   |                               |

## Playoff

### Tabellone
|  | Semifinali            | Semifinali            | Semifinali          |                     |                      | Ouest Bowl II         | Ouest Bowl II         | Ouest Bowl II        |  |
|  |                       |                       |                     |                     |                      |                       |                       |                      |  |
|  | Kangourous de Pessac  | Kangourous de Pessac  | 32                  |                     |                      |                       |                       |                      |  |
|  | Kangourous de Pessac  | Kangourous de Pessac  | 32                  |                     |                      |                       |                       |                      |  |
|  | Yankees Angers        | Yankees Angers        | 14                  |                     |                      |                       |                       |                      |  |
|  | Yankees Angers        | Yankees Angers        | 14                  |                     | Kangourous de Pessac | Kangourous de Pessac  | 14                    |                      |  |
|  |                       |                       |                     |                     | Kangourous de Pessac | Kangourous de Pessac  | 14                    |                      |  |
|  |                       |                       | Firebirds de Nantes | Firebirds de Nantes | 8                    |                       |                       |                      |  |
|  | Pionniers de Touraine | Pionniers de Touraine | Firebirds de Nantes | Firebirds de Nantes | 8                    | 28                    |                       |                      |  |
|  | Pionniers de Touraine | Pionniers de Touraine |                     |                     |                      | 28                    |                       |                      |  |
|  | Firebirds de Nantes   | Firebirds de Nantes   | 32                  |                     |                      | Finale 3º - 4º posto  | Finale 3º - 4º posto  | Finale 3º - 4º posto |  |
|  | Firebirds de Nantes   | Firebirds de Nantes   | 32                  |                     |                      |                       |                       |                      |  |
|  |                       |                       |                     |                     |                      |                       |                       |                      |  |
|  |                       |                       |                     |                     |                      | Yankees Angers        | Yankees Angers        | 38                   |  |
|  |                       |                       |                     |                     |                      | Yankees Angers        | Yankees Angers        | 38                   |  |
|  |                       |                       |                     |                     |                      | Pionniers de Touraine | Pionniers de Touraine | 6                    |  |

### Semifinali
| 24 maggio 1997 | Kangourous de Pessac | 32 – 14 | Yankees Angers |  |

| 24 maggio 1997 | Pionniers de Touraine | 28 – 32 | Firebirds de Nantes |  |

### Finale 3º - 4º posto
| 25 maggio 1997 | Yankees Angers | 38 – 6 | Pionniers de Touraine |  |

### Ouest Bowl II
| 25 maggio 1997 | Kangourous de Pessac | 14 – 8 | Firebirds de Nantes |  |

## Verdetti
- Kangourous de Pessac vincitori dell'Ouest Bowl 1997